# Arabana
Arabana är ett utdött australiskt språk. Arabana tillhörde de pama-nyunganska språken och talades i Sydaustralien.